# Somogyvár
Somogyvár – wieś na Węgrzech, w komitacie Somogy, w powiecie Lengyeltóti.